# Neugestaltung des Finanzausgleichs und der Aufgabenteilung
Die Neugestaltung des Finanzausgleichs und der Aufgabenteilung zwischen Bund und Kantonen (NFA) ist ein Schweizer Reformprojekt mit dem Ziel, die Effizienz des politischen Systems der Schweiz zu steigern. Die NFA wurde am 28. November 2004 durch eine Volksabstimmung mit 64 Prozent Ja-Stimmen angenommen und trat 2008 in Kraft.
Die NFA regelt den Finanzausgleich zwischen Kantonen und Bund anhand Ressourcenausgleich (Ausgleich von Unterschieden in finanzieller Leistungsfähigkeit der Kantone), Lastenausgleich (durch Bund finanziert, aus geografisch-topografischen und soziodemografischen Ausgleich von Lasten bestehend) und Härteausgleich (Abfederung der Auswirkungen in einer Übergangszeit, damit ressourcenschwächere Kantone nicht schlechtergestellt werden; befristet bis 2036). Vollzug und Wirksamkeit des Finanzausgleichs werden alle vier Jahre überprüft.
Die Wochenzeitung kritisierte mehrmals, dass die NFA zu mehr Ungerechtigkeiten zwischen den Kantonen führe.